# Relaciones Kuwait-México
Las naciones de Kuwait y México establecieron relaciones diplomáticas en 1975. Ambas naciones son miembros de las Naciones Unidas.

## Historia
Ambas naciones establecieron relaciones diplomáticas el 23 de julio de 1975. El 28 de julio de 1975, el presidente mexicano, Luis Echeverría, realizó una visita oficial de cuatro días a Kuwait. Durante su visita, el presidente Echeverría se reunió con el Emir Sabah Al-Salim Al Sabah, y juntos visitaron una planta química de petróleo y una planta de desalinización de agua. Los dos líderes también discutieron los acontecimientos actuales que tuvieron lugar en el Medio Oriente durante ese tiempo.
Durante la guerra del Golfo, México aplicó sus propias sanciones contra Irak después de haber invadido Kuwait. En 2010, Kuwait abrió una embajada en la Ciudad de México. En julio de 2010, el Primer ministro kuwaití Naser Al-Mohamed Al-Ahmed Al-Sabah realizó una visita oficial a México y se reunió con el presidente Felipe Calderón. Durante la visita, ambos líderes acordaron un memorando para establecer un mecanismo de consulta sobre intereses mutuos para aumentar el diálogo político y la cooperación en todos los campos.
En septiembre de 2010, el Primer ministro Naser Al-Mohamed Al-Ahmed Al-Sabah regresó a México para participar en el Bicentenario de la Independencia de México. En febrero de 2011, la secretaria de Relaciones Exteriores de México, Patricia Espinosa, visitó Kuwait para participar en el Jubileo de Oro de ese país, 50 años de Independencia, 20 años de libertad desde la invasión iraquí y quinto año de ascensión del trono de Emir kuwatí Sabah Al-Ahmad Al-Yaber Al-Sabah. México abrió una embajada en la capital kuwaití en 2011.
En marzo de 2014, el secretario de Relaciones Exteriores de México, José Antonio Meade, realizó una visita a Kuwait. Durante la visita, ambas naciones acordaron eliminar los requisitos de visado para los titulares de pasaportes diplomáticos. En diciembre de 2014, México otorgó la Orden Mexicana del Águila Azteca al Emir kuwaití Sabah Al-Ahmad Al-Yaber Al-Sabah. En enero de 2016, el presidente mexicano, Enrique Peña Nieto, realizó una visita oficial a Kuwait. Durante su visita, ambas naciones firmaron once acuerdos y memorandos en materia de cooperación energética y sanitaria.
En 2023, ambas naciones celebraron 48 años de relaciones diplomáticas.

## Visitas de alto nivel

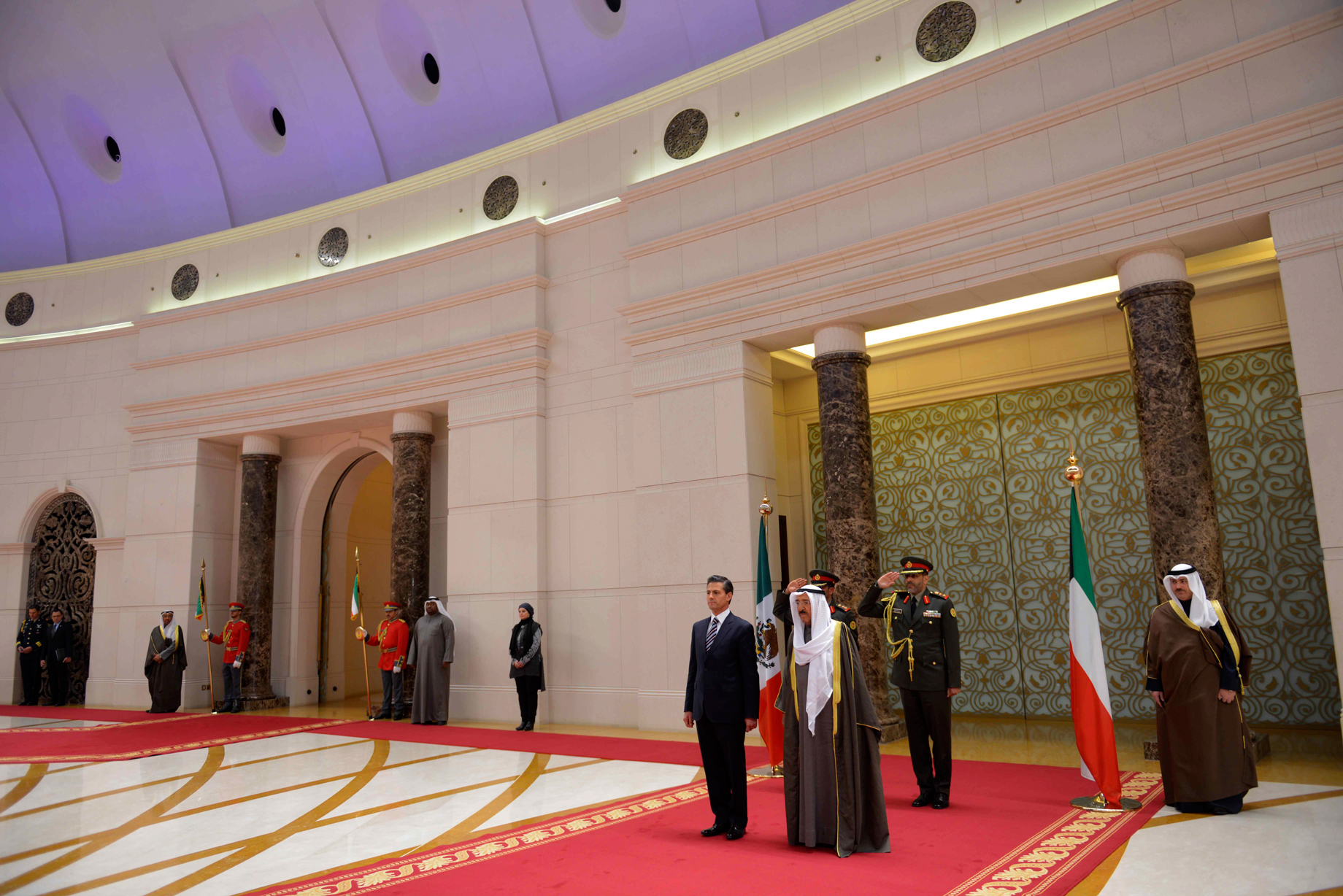
El presidente mexicano Enrique Peña Nieto en una visita a Kuwait junto con el Emir Sabah Al-Ahmad Al-Yaber Al-Sabah; enero de 2016.

Visitas de alto nivel de Kuwait a México
- Primer ministro Naser Al-Mohamed Al-Ahmed Al-Sabah (julio y septiembre de 2010)
- Viceministro del Interior Sulaiman Fahad Al Fahad (2016)

Visitas de alto nivel de México a Kuwait
- Presidente Luis Echeverría (1975)
- Subsecretaria de Relaciones Exteriores Lourdes Aranda (2007, 2011)
- Secretaria de Relaciones Exteriores Patricia Espinosa (2011)
- Secretario de Relaciones Exteriores  José Antonio Meade (2014)
- Subsecretario de Relaciones Exteriores Carlos de Icaza (2014)
- Presidente Enrique Peña Nieto (2016)
- Secretaria de Relaciones Exteriores Claudia Ruiz Massieu Salinas (2016)

## Acuerdos bilaterales
Ambas naciones han firmado varios acuerdos bilaterales como el Acuerdo de Cooperación Económica (1976); Acuerdo para Evitar la Doble Tributación y Prevenir la Evasión Fiscal en Materia de Impuestos sobre la Renta (2009); Acuerdo sobre la Promoción y Protección Recíproca de Inversiones (2013); Acuerdo sobre Servicios Aéreos (2016); Memorándum de Entendimiento en Materia de Cooperación en Salud (2016); Acuerdo de Cooperación en Materia de Ciencia y Tecnología (2016); Acuerdo de Cooperación entre el Banco Nacional de Comercio Exterior (Bancomext) y la Cámara de Comercio e Industria de Kuwait (2016); Acuerdo de Cooperación entre Pemex y la Corporación Petrolera de Kuwait (2016); y un Acuerdo de Cooperación Cultural, Artística y de Educación Superior (2016).

## Comercio
En 2023, el comercio total entre Kuwait y México ascendió a $130 millones de dólares. Las principales exportaciones de Kuwait a México incluyen: suministros domésticos y chips de memoria. Las principales exportaciones de México a Kuwait incluyen: camiones, tubos, motos, garbanzos y pimienta. Las principales exportaciones de Kuwait a México es el petróleo. Las principales exportaciones de México a Kuwait incluyen: vehículos automotores para el transporte de mercancías y personas, llantas de caucho, turborreactores, turbohélices y otras turbinas de gas, maquinaria y aparatos mecánicos, tubos y tuberías de hierro o acero, productos químicos, verduras, frutas, nueces, chocolates, y miel. La empresa multinacional mexicana KidZania opera en Kuwait.

## Misiones diplomáticas residentes
- Kuwait tiene una embajada en la Ciudad de México.[13]
- México tiene una embajada en la ciudad de Kuwait.[14]